# Curiosity (EP)
Para otros términos véase Curiosity (desambiguación)
Curiosity —en español: Curiosidad— es el primer extended play y el segundo gran lanzamiento de la cantante y compositora canadiense Carly Rae Jepsen. Fue lanzado el 14 de febrero de 2012 a través de 604 Records. Inicialmente fue planeado como un álbum de estudio, pero el sello decidió transformarlo en un extended play después de una decisión de último minuto. Varias canciones se quedaron fuera del EP, incluyendo una colaboración con el cantante Justin Bieber. Musicalmente, Curiosity es un álbum pop influenciado por varios géneros como disco, dance-pop y R&B, mientras que su contenido lírico trata sobre todo de el amor.
Los críticos contemporáneos dieron críticas generalmente positivas para el álbum, sobre todo elogiando la calidad de las canciones, y considerando como tradicional pero no molesto. Su primer sencillo, «Call Me Maybe», fue un éxito comercial, alcanzando el número uno en Estados Unidos, Canadá, Irlanda, Reino Unido, Australia y Nueva Zelanda, mientras que se asomaba entre los diez primeros en Bélgica (Valonia), Países Bajos, Noruega y Brasil. El EP fue lanzado primero en Canadá. Por lo tanto, sólo entró en la lista Canadian Albums Chart, en el que debutó y alcanzó el puesto número seis.

## Antecedentes
El segundo álbum de Jepsen fue inicialmente planeado para ser lanzado en el Día de San Valentín de 2012. La cantante, sin embargo, optó por no lanzarlo, porque quería asegurarse de que "tengo derecho del segundo CD. Creo que me puse un poco nerviosa por la idea de que el segundo álbum pueda ser un poco menos por estar tan apurado. Así que yo quería darme el tiempo para no sentir esa presión".
 Luego trabajó con el compositor Josh Ramsay y el productor Ryan Stewart en la mayoría de las canciones del álbum. El proceso de composición de Jepsen se inspiró en su vida y sus amigos. Después que las sesiones de grabación se completaron, Curiosity fue anunciado como un álbum de estudio, con una fecha de lanzamiento digital confirmado para el 14 de febrero de 2012. Pocos días antes del lanzamiento oficial, sin embargo, el sello decidió cambiar el formato del álbum, convirtiéndolo en un extended play. Jepsen había grabado también una canción con el cantante Justin Bieber, que originalmente iba a estar incluido en la lista final. Señaló que la colaboración "no está fuera de cuestión teniendo en cuenta que ya nos hemos puesto de acuerdo y trabajar un poco más. Pero para cuando eso va a salir, su participación es tan buena como la mía, pero espero que pronto. Me gusta la canción".

## Composición
El EP debutó con «Call Me Maybe», una canción de compás débil que muestra influencias de dance-pop y R&B. La letra ingeniosa de la canción describe el "enamoramiento y los inconvenientes de un amor a primera vista", como ha descrito Bill Lamb de About.com. Durante el pre-coro, los estados de la cantante, «Ripped jeans, skin was showing/Hot night, wind was blowing/Where you think you’re going, baby?» —en español: «Tú vas pasando, caigo delirando, digo preguntando ¿Donde crees que vas oh, baby?»— Como el coro comienza, el fondo incorpora sintetizados acordes de cuerda, y ella canta: «Hey, I just met you, And this is crazy, But here's my number, So call me maybe» —en español: «Hey, ¿Te conozco?, y aunque no hables, si tengo suerte, quizás me llames»—. Melody Lau, de Rolling Stone, escribió que «Call Me Maybe» es una canción "con un estilo que se asemeja al de Taylor Swift y Robyn". La canción del título, «Curiosity», tiene un sonido similar a «Call Me Maybe», y cuenta con fuertes ritmos de dance y estribillos pegadizos. En la canción, Jepsen canta acerca de ser mal tratada por un chico malo, y pide más de su amor. «Picture» es una balada que se centra en la paciencia en una relación. Los críticos señalaron que la canción iba a funcionar bien durante el clímax de una película debido a su contenido lírico. «Talk to Me» y «Just a Step Away» fueron descritas como canciones pop a medio tempo que alude al amor de verano, amor adolescente y el primer amor. Fiona Eadie de Cadence Canada señala que en ambas canciones, Carly es capaz de trascender al oyente "a un columpio o en bicicleta a lo largo de un viejo camino de tierra en el sol de verano del campo. Su voz canta las altas y bajas del amor y todo lo que viene junto con él". La última canción es un cover de «Both Sides Now» de Joni Mitchell. Musicalmente, la canción es una balada de compás débil, y difiere de la versión original en el sentido de que la versión de Jepsen es "atractivo y moderno con su toque único de bubblegum pop". Los críticos también agregaron que Jepsen será capaz de "atraer a una nueva generación de este reconocido éxito" con su "versión única".

## Recepción de la crítica
Curiosity recibió críticas generalmente positivas de los críticos contemporáneos. Bill Lamb de About.com comenzó su opinión afirmando que siempre es interesante contar con artistas nuevos que hacen música al mismo tiempo familiar y atractivo. Describió las seis "canciones de pop electrónico fuerte, casi demasiado cortas para ser satisfactorio, pero repetible inmensamente". Lamb agregó que Jepsen es una mezcla del estilo emocional de Demi Lovato con "monotonía plana" de Jessie J. Crítico de Allmusic Jon O'Brien declaró que, en comparación con el esfuerzo anterior de Jepsen Tug of War (2008), el EP "inesperadamente, abandona su enfoque anterior de cantante/compositora en favor de un sonido bubblegum descarado, que se remonta a los primeros días de gloria de princesa del pop de los 2000 Britney, Christina, Jessica, y Mandy". Fiona Eadie de Cadence Canada describe el estilo musical del álbum "pop. Pero no en el molesto, auto-tune, y forma de menos talento. Su perfecta voz aguda deja en claro que esta chica tiene un talento real". Eadie resumió su opinión diciendo que Curiosity "se llena de música para bailar. Y es su opción para escucharlo, con o sin un cepillo de pelo (también conocido como micrófono) en frente de su espejo de la habitación. En general un gran EP. No puedo esperar para poner de arriba a abajo la explosión de sus canciones durante todo el verano". Jen Appel de idobi Radio comentó que, en general, Curiosity es el tipo de extended play que atrae la atención del público adolescente por sus canciones tradicionales, y añadió: "si usted está buscando canciones divertidas, adorables para hacer sonreír, esta es su ir para mezclar." Appel sólo criticó el contenido lírico, y señaló que es "muy infantil, pero parece que trabaja con la música, no obstante".

## Sencillos
«Call Me Maybe» fue lanzado como el primer sencillo de el EP el 20 de septiembre de 2011. Después los cantantes Justin Bieber y Selena Gomez twittearon acerca de la canción, Jepsen captó la atención internacional, pero ya había firmado con Schoolboy Records, el lanzamiento de su sencillo en los Estados Unidos fue a través del sello. La canción recibió críticas generalmente positivas de los críticos contemporáneos, quienes alabaron su composición y contenido lírico ingenioso, mientras consideraron que es la canción pop perfecta. «Call Me Maybe» ha alcanzado éxito comercial en todo el mundo, alcanzando el número uno en Irlanda, Nueva Zelanda, Australia y Reino Unido, mientras se asomaba entre los diez primeros en Bélgica (Valonia) y Países Bajos. El 11 de febrero de 2012 Jepsen se convirtió en la quinta artista canadiense en alcanzar la primera posición en el Canadian Hot 100 de Billboard. En los Estados Unidos, la canción ha alcanzado el Billboard Hot 100 y la lista Pop Songs. Un video musical retrata a Jepsen tratando de llamar la atención de su atractivo vecino, que se revela que es gay al final de la historia. La cantante ha interpretado la canción un par de veces, incluyendo en The Ellen DeGeneres Show, donde hizo su debut en televisión de EE.UU. «Curiosity» fue lanzado como el segundo sencillo el 1 de mayo de 2012.

## Lista de canciones
| N.º   | Título             | Escritor(es)                                | Productor(es) | Duración |  |
| 1.    | «Call Me Maybe»    | Carly Rae Jepsen, Josh Ramsay, Tavish Crowe | Ramsay        | 3:13     |  |
| 2.    | «Curiosity»        | Jepsen, Ryan Stewart                        | Stewart       | 3:26     |  |
| 3.    | «Picture»          | Jepsen                                      | Stewart       | 3:03     |  |
| 4.    | «Talk to Me»       | Jepsen, Ryan Stewart                        | Stewart       | 2:51     |  |
| 5.    | «Just a Step Away» | Jepsen, Larry Jepsen, Ryan Stewart          | Stewart       | 3:46     |  |
| 6.    | «Both Sides Now»   | Joni Mitchell                               | Stewart       | 3:52     |  |
| 20:11 |                    |                                             |               |          |  |

## Posicionamiento en listas
| Lista (2012)          | Máxima posición |
| --------------------- | --------------- |
| Canadian Albums Chart | 6               |